# فيلي آن رايت
فيلي آن رايت (بالإنجليزية: Willie Anne Wright)‏ هي مصورة أمريكية، ولدت في 1924.